# Raymond Le Bey
Raymond Le Bey (1850 - 1924) fue un botánico francés.

## Algunas publicaciones
- octave Lignier, raymond Le Bey. 1905. Liste des plantes vasculaires que renferme l'herbier géneral de l'université et de la ville de Caen [suite]. Bull. Soc. linn. Normandie. Se. 5. VIII. Ann. 1904 pp. 191—248

- marius Lortet. 1901. Liste des plantes vasculaires que renferme l'Herbier général de l'Université et de la ville de Caen. Edición reimpresa de Université de Caen, Laboratoire de botanique de la Faculté des sciences

## Honores
Miembro de
- 1900: Sociedad linneana de Normandía[1]